# Adolf von Proschwitz (jurist)
Adolf Mathias von Proschwitz, född den 5 juli 1849 i Hjärtums socken, Göteborgs och Bohus län, död den 17 februari 1931 i Årjäng, Silbodals församling, Värmlands län, var en svensk jurist. Han var son till Gustaf von Proschwitz.
von Proschwitz blev student vid Lunds universitet 1871 och avlade examen till rättegångsverken 1876. Han blev vice häradshövding 1879. von Proschwitz var häradshövding i Luleå domsaga 1887–1899 och i Nordmarks domsaga 1899–1917. Han blev riddare av Nordstjärneorden 1897. von Proschwitz vilar på Silbodals kyrkogård.